# Lake (Band)
Lake ist eine 1973 erstmals gegründete deutsch-britische Rockband, die in den 1970er Jahren ihre größten Erfolge verbuchen konnte.

## Bandgeschichte
Die Band begann 1967 in Husum mit Oreste „Lilio“ Malagia, Dieter Ahrendt, Gerd Beliaeff, Detlef Petersen, Fritz „Freddy“ Graack und Martin Tiefensee als Tornados. Zeitweise war auch Hans Hartz als Leadsänger dabei. 1973 formierte sie sich nach Aufnahme von Ian Cussick als Lake neu. Nach Ausscheiden von Cussick im Jahr 1974 wurde James Hopkins-Harrison Leadsänger der Band. Vor allem in den USA konnten Lake Erfolge feiern. Neben einer Platzierung in den Billboard Hot 100 erhielten sie die Goldene Schallplatte für das Album Paradise Island. Für das Debütalbum Lake I gab es im April 1977 den Deutschen Schallplattenpreis. Das Album Lake II schaffte es auf Platz 27 in den deutschen LP-Charts, das vierte Album Ouch! auf Platz 46. In den deutschen Singlecharts hatten Lake nie eine Eintragung.
Markenkennzeichen der Band waren die Orientierung an Westcoast-Rock, mehrstimmiger Chorgesang und dichte Harmonien, wie sie damals zum Beispiel von Steely Dan geprägt worden waren. Als bezeichnendes Beispiel sei der Titel Red Lake aus dem Album Lake II genannt, zu dem sogar Carl Wilson von den Beach Boys als Background Sänger gewonnen werden konnte. Aufgenommen wurde der Titel in den Caribou Ranch Studios von James William Guercio.
In den 1980er Jahren gelang es der Band nach vielen Veränderungen der Formation nicht mehr, an die Erfolge der 1970er Jahre anzuknüpfen. 1988 löste sie sich auf, Leadsänger James Hopkins-Harrison starb 1991 an einer Überdosis Heroin.
2003 feierten Lake in neuer Besetzung ihr Comeback mit einer Deutschlandtour und veröffentlichten das Album The Blast of Silence. Der Mitschnitt eines Auftritts der Gruppe in der Hamburger Fabrik erschien 2006 als DVD. Im Jahre 2007 gaben Lake zehn Konzerte in Deutschland.
In den USA hat sich eine Band gegründet, die auch den Namen Lake trägt. Seitdem die Musiker feststellten, dass es bereits die deutschen Lake gibt, schreiben sie ihren Namen L.A.K.E. (entsprechend den Initialen der Vornamen der Musiker). Ihre vorherigen, in den Jahren 2008 und 2009 in Deutschland veröffentlichten Alben tragen jedoch den alten Schriftzug.
2010 begleiteten Lake die US-Band Lynyrd Skynyrd als Vorgruppe auf deren God & Guns Tour in Deutschland.
2012 erschien das Album Freedom. Aufgrund von rechtlichen Auseinandersetzungen mit dem ehemaligen Sänger Lloyd Anderson musste es jedoch wieder vom Markt genommen werden.
Im Februar 2014 erschien das Album Wings of Freedom (Gesang Ian Cussick), das mit einer vierwöchigen Deutschlandtour promotet wurde.
Am 12. September 2014 erschien das Live-Touralbum von Lake, Live – Wings of Freedom Tour Spring 2014, als Limited Edition.
Es ist erst das zweite, offizielle Livealbum ihrer Karriere seit 1982 und beinhaltet sowohl die alten Klassiker als auch Titel vom Studioalbum Wings of Freedom.
Im Juli 2019 verkündete der aktuelle Keyboarder Jens Skwirblies Seite seinen Ausstieg aus der Band zum Ende des Jahres. Im Dezember 2019 fanden dann die letzten Konzerte von Lake statt.
Für 2020 wurde ein Neubeginn mit Keyboarder Detlef Petersen, Organist Geoffrey Peacey, Bassist Martin Tiefensee, Gitarrist Alex Conti, Schlagzeuger David Kemper und Sänger Rob Reynolds geplant. Im November 2019 wurde im Tonstudio von Petersen begonnen, ein neues Album einzuspielen.

## Diskografie

### Studioalben
- 1976: Lake
- 1978: Lake II
- 1979: Paradise Island
- 1980: Ouch!
- 1981: Hot Day
- 1984: No Time for Heroes
- 1985: Voices
- 1986: So What
- 2005: The Blast of Silence
- 2012: Freedom (withdrawn from sale)
- 2014: Wings of Freedom
- 2015: Wings of Freedom Vinyl-LP (Limited Edition)

### Livealben / Kompilationen
- 1977: Live (Sonderpressung der CBS)
- 1982: Lake Live … On the Run
- 1990: Greatest Hits
- 1997: Definitive Collection
- 2004: Paradise Way – The Very Best of Lake
- 2007: Live (DVD)
- 2014: Live – Wings of Freedom Tour Spring 2014 (Limited Edition)

### Singles
- 1973: King of Rock ’n’ Roll Party / She’s Alright (Polydor-2041 416)
- 1973: Come Down / We’re Gonna Rock (Polydor-2041 468)
- 1974: Sailor / Freedom Dreamer (Polydor-2041 557)
- 1976: On the Run / Time Bomb (CBS 4865)
- 1977: Jesus Came Down / Chasing Colors (CBS S5557)
- 1977: Do I Love You / Key to the Rhyme (CBS S 5015)
- 1977: Lost by the Wayside (live) / See Them Glow (live) / Chasing Colours (live) / Black Friday (live) (CBS L 1977)
- 1978: Letters of Love / Lost by the Wayside (CBS S 6243)
- 1978: See Them Glow / Angel in Disguise (CBS S 6688)
- 1979: Hard Road / One Way Song (CBS S 7284)
- 1979: Paradise Way / Crystal Eyes (CBS S 7798)
- 1980: Living for Today / Jamaica High (CBS S 9472)
- 1980: Living for Today / Jamaica High (CBS 12.9472)
- 1980: Something Here / Amigo (CBS S 8955)
- 1980: Celebrate / Come On Home (CBS S 8568)
- 1981: Sanford and Son / Medley 81er LP (CBS Promo 133)
- 1981: Sanford and Son / Escape (CBS A 1195)
- 1981: Band at the Top / Cities on Fire (CBS A 1560)
- 1984: Dreams in the Night / Instrumental No. 1 (Polydor 821 835)
- 1985: Alright (Version 1) / Alright (Instrumental) (Polydor 883 330-7)
- 1985: Alright (Version 1+2+3) (Polydor-883 330-1)
- 1985: More than a Feeling / Nervous Breakdown (Polydor 883 881-1)
- 1985: More than a Feeling / Nervous Breakdown (Polydor 883 881-7)
- 1986: In the Midnight (long version) / In the Midnight / Children of War (Polydor 885 310-1)
- 1988: In the Midnight / Children of War (Polydor 885 310 )

## Auszeichnungen
- 1977: Deutscher Schallplattenpreis (heute ECHO)
- 1988: RSH-Gold

## Belege
1. ↑  Offizielle Website von Frank Oberpichler. Abgerufen am 11. Februar 2021.
2. ↑  Rudolf Rock und die Schocker – Rudolf Rock 1977 – On Tour mit Jerry Lee Lewis – Musikhalle Hamburg. In: rudolfrock.com. Abgerufen am 15. Mai 2025.
3. ↑  Facebook. Abgerufen am 19. März 2024.
4. ↑  Tour Dates / News. Lake Music, abgerufen am 19. März 2024.
5. ↑  Old School LAKE – back in the shake! In: alexconti.de. 11. Dezember 2020, abgerufen am 19. März 2024.
6. 1 2  US-Singles: Joel Whitburn: Joel Whitburn’s Top Pop Singles 1955–2006. Billboard Books, New York 2007, ISBN 978-0-89820-172-7. / US-Alben: Joel Whitburn: Joel Whitburn presents the Billboard Albums. 6. Auflage. Billboard Books, New York 2006, ISBN 0-89820-166-7.